# 홀거 오지크
홀거 오지크(Holger Osieck, 1948년 8월 31일 ~ )는 독일의 전직 축구 선수 겸 현직 축구 감독으로, 전 오스트레일리아 국가대표팀 감독이다.
1987년부터 1990년까지 서독 대표팀에서 코치를 맡았고 서독의 1990년 FIFA 월드컵 우승에 공헌했다. 독일의 VfL 보훔(1991년 ~ 1992년)과 터키의 페네르바체(1993년 ~ 1995년), 일본의 우라와 레즈(1995년 ~ 1996년, 2007년 ~ 2008년), 터키의 코자엘리스포르(1997년 ~ 1998년)에서 감독을 맡았으며 1999년부터 2003년까지 캐나다 대표팀 감독을 맡았다.
2000년 CONCACAF 골드컵에서 캐나다의 우승에 공헌했고 2004년부터 2006년까지 FIFA 기술위원장을 지냈다. 2007년 우라와 레즈의 AFC 챔피언스리그 2007 우승에 공헌했고 2011년 AFC 아시안컵에서 오스트레일리아의 AFC 아시안컵 준우승에 공헌했다. 그러나 오스트레일리아가 2013년에 열린 브라질과 프랑스와의 평가전에서 잇따라 6:0으로 패하자, 2013년 10월 12일 감독직에서 해임됐다.